# 삼보 (음식점)
| 종류                                    | 주식회사        |
| 본사 소재지                             | 일본            |
|                                         | 〒101-0021      |
| 도쿄도 지요다구 소토칸다 3초메 14번 4호 |                 |
| 설립                                    | 2016년 11월 4일 |
| 업종                                    | 소매업          |
| 법인번호                                | 8010001179412   |

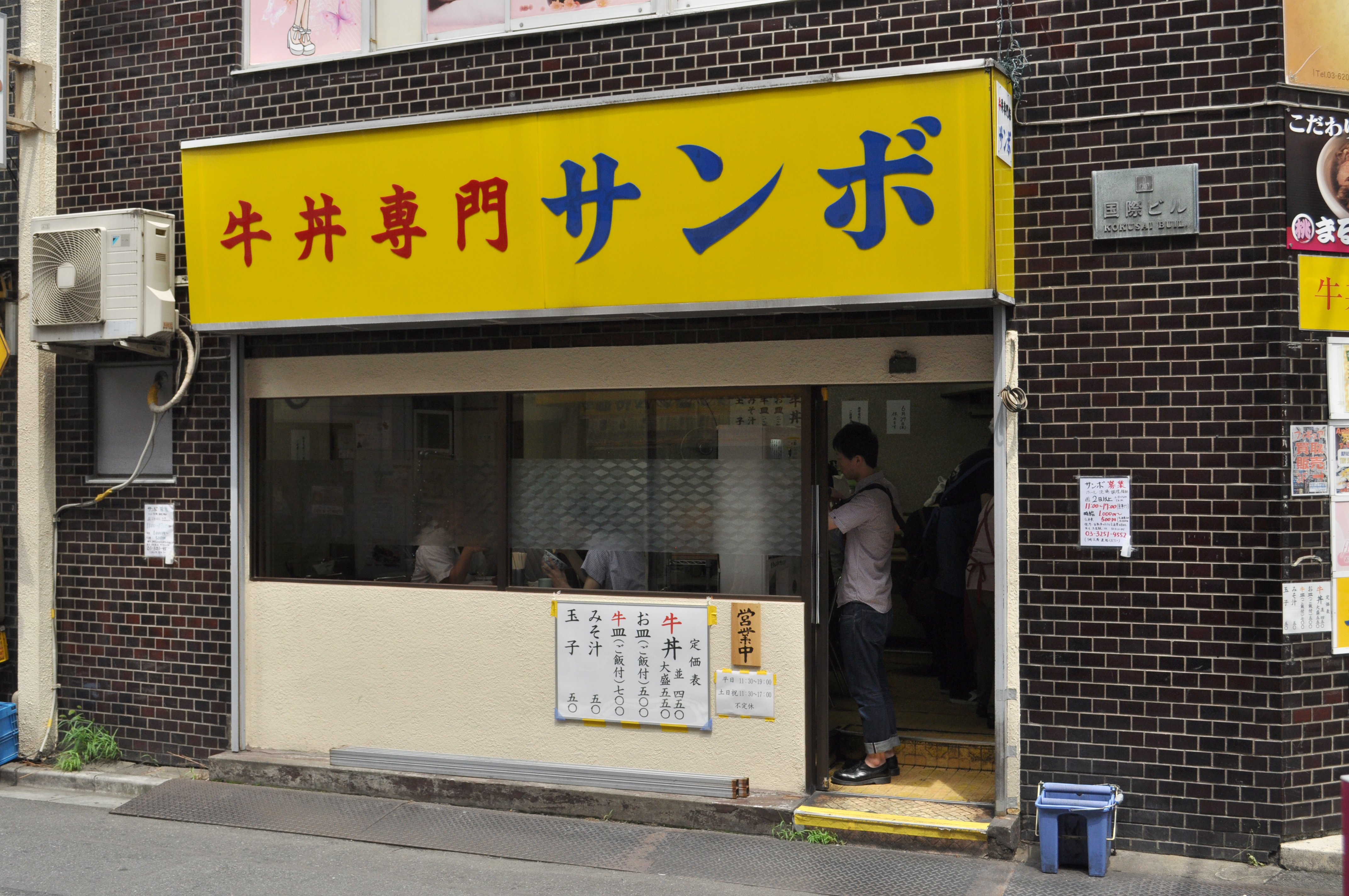
삼보의 외관(2013년)

삼보 주식회사는 도쿄도 지요다구 소토칸다 3초메(아키하바라 지역)에 있는 규동 전문점 “규동 전문 삼보”를 운영하는 일본의 기업이다. 통칭은 삼보.

## 개요
아키하바라의 중앙거리에서 하나 서쪽으로 들어간 골목에 “규동 전문”이라고 적힌 노란 간판을 내건 가게.
영업시간은 평일 11:30부터 19:00, 토·일·공휴일 11:30부터 17:00이며, 부정기 휴무.
메뉴는 아래과 같다.
- 규동 보통
- 규동 곱빼기
- 오사라(밥 포함)
- 규자라(밥 포함)[2][3][4]

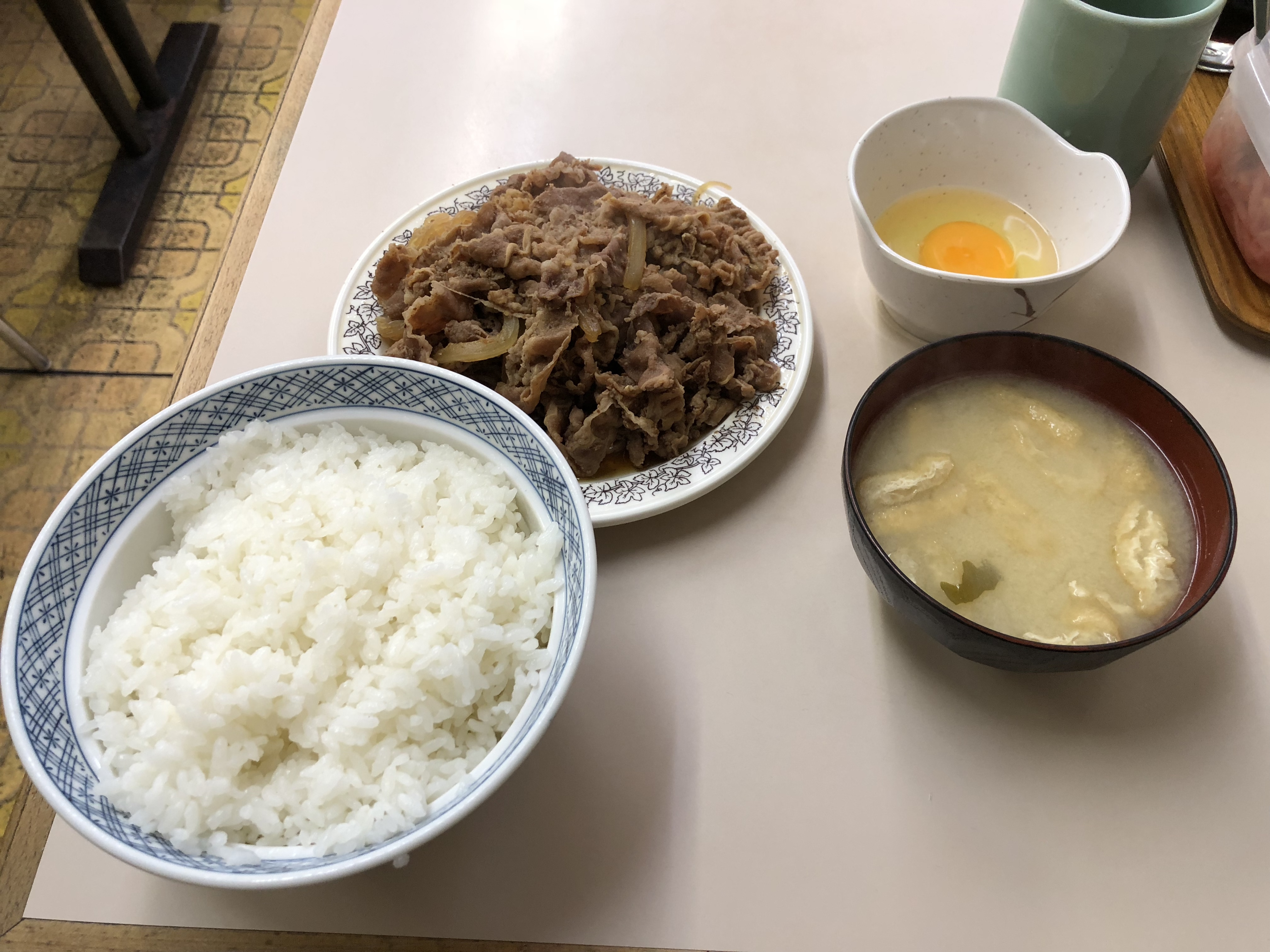

사진의 계란과 된장국은 쇠고기 접시와는 별도의 메뉴이다.
- 접시, 규자라는 두부와 [[실곤약]]이 들어간 쇠고기 스키야키풍 요리를 접시에 담은 것. 오사라가 “보통”(並), 규자라가 “곱배기”(大盛)에 해당한다.
- 된장국
- 계란

2013년 2월 1일부터 메뉴 가격 개정이 이루어졌다.
이후 물가 상승 등의 영향으로 여러 차례 가격 개정이 이루어지고 있다.